# Rotameter
Rotaméter je merilna priprava za merjenje (trenutnega) pretoka kapljevin in plinov.
V prozornem ohišju je plovec, ki se, potem ko skozenj spustimo tekočino, s silo upora dvigne do določene višine. Nato s pomočjo skale na ohišju odčitamo pretok.